# Валерия, Кириакия и Мария
Валерия (Калерия), Кириакия и Мария Кесарийские (др.-греч. Βαλλερία, Βαρερία; Κυρία (Кирия); Μαρία, Μαρκία (Маркия); ум. между 284—305 годами) — раннехристианские святые, почитаются в лике мучениц. Память совершается (по юлианскому календарю): 6 июня (в Русской православной церкви — 7 июня).
Святые были жителями Кесарии Палестинской. Став христианками, они поселились в уединённой местности и проводили время в молитвах и посте «дабы рассеялась лесть идолослужения, вера же Христова воссияла во всем мире и, таким образом, прекратились бы гонения на христиан». Будучи принуждаемы принести жертвы языческим богам, отказались от этого и умерли после мучений.
Краткое житие святых Валерии, Кириакии и Марии под 6 июня находится в Минологии Василия II (конец X века) и Синаксаре Константинопольской церкви (X век). При этом в отдельных византийских месяцесловах (например, Петров Синаксарь 1249 года) память святых Валерии, Кириакии и Марии ошибочно смешивается с памятью мучениц Марии и Марфы. В русских переводах Валерия и Кирия названы Калерией и Кириакией.